# 石井智 (アナウンサー)
石井 智（いしい さとし、1935年7月17日 - 1995年9月3日）は、日本のアナウンサー。
神奈川県茅ヶ崎市出身。神奈川県立湘南高等学校（29回生）を経て千葉大学薬学部卒業。
1959年4月、当時のラジオ東京（KRT）にアナウンサー第6期生として入社。主に陸上競技（駅伝・マラソン）、ゴルフ、野球、スピードスケート、F1等のスポーツ中継を担当。1995年7月、TBSを定年退職しフリーに転じたが、9月3日に急性腎不全により急死した。

## 来歴・人物
神奈川県立湘南高等学校（29回生）では陸上部に所属し駅伝に出場し12人抜きを演じる。千葉大学薬学部卒業後、製薬会社に就職したが、特技を生かすために1959年4月、当時のラジオ東京（KRT）にアナウンサー第6期生として入社。主に陸上競技（駅伝・マラソン）、ゴルフ、野球、スピードスケート、F1等のスポーツ中継を担当。この間、報道局運動部兼ニュース部（1963年11月1日）→報道局運動部兼アナウンサー研修室付（1967年11月15日）→ラジオ本部アナウンス室兼テレビ本部報道局運動部（1970年7月）→アナウンス室兼テレビ本部第二制作局スポーツ部（1979年12月）→報道総局兼スポーツ部（1989年6月）→スポーツ局（1991年5月）→アナウンスセンター（1995年2月）に配属され報道総局専門職次長兼スポーツ局専門職次長（1989年6月1日）等も歴任した。
前述の経験を生かし、入社5年目の1963年5月、世界で初めての移動中継車によるマラソン中継「毎日マラソン」（現在の「びわ湖毎日マラソン」。当時は東京で開催）の実況を担当。当時は今のようなマラソン移動中継専用の中継車は勿論なく、手すりのない車の上に解説者と共に転落防止のため縄で縛られての中継だった。以後、「別府大分毎日マラソン」や「ニューイヤー駅伝」を始めとする駅伝・マラソン中継、1976年から20年間「マスターズ・トーナメント」など国内外のゴルフ中継の実況で活躍した。
1995年7月、TBSを定年退職。フリーとしての初仕事はその年に福岡市で開催された「ユニバーシアード福岡大会」のマラソンの実況になるはずだったが、その矢先病に倒れ、同年9月3日午前1時10分（JST）、入院先の横浜市青葉区内の病院で急性腎不全のため死去。享年60。石井の死去から約6時間後に行われた同大会のマラソンの実況は当時RKB毎日放送アナウンサーだった隈部崇之が担当した。

## 1971（昭和46）年日本シリーズ第3戦の実況中継
1971（昭和46）年10月15日、石井は巨人－阪急の日本シリーズ第3戦（後楽園球場）のラジオ中継実況を担当した。この試合は9回裏に巨人・王貞治が阪急・山田久志から逆転サヨナラ3ラン本塁打を放ち巨人の勝利となり、劇的な幕切れとなった。
石井は王が本塁打を打った瞬間、まず本塁打の様子を伝え、直後に「山田動けない。山田動けません」と、マウンド上で膝を落としうなだれて動かない山田に視線を向けて、その様子を伝えている。
サヨナラホームランなどのような劇的な場合、どうしても本塁打を打った選手に注目しがちであるが、石井は打たれた投手の様子も的確に伝えており、その姿勢についてTBSの社内では「スポーツ実況の手本」として高く評価している。
TBSでは石井の死後、テレビの特別番組でこの実況を取り上げ、石井の実況放送の姿勢について回顧している。また、ラジオにおいても、この実況録音が紹介される時に、「スポーツ実況の手本」という旨を説明するときがある。

## 出演番組
- ゴルフスクール（1962年、TBSテレビ）[4][5]
- ミュンヘンオリンピック（1972年8月、TBSテレビ）[5]
- マスターズ・ゴルフ・トーナメント（1976年、TBSテレビ）[4] - 1981年大会では第7回アノンシスト賞グランダ・プレミオ賞を受賞[5]。